# Colibrí clapat
El colibrí clapat (Taphrospilus hypostictus) és una espècie d'ocell de la subfamília dels troquilins (Trochilinae) dins la família dels troquílids (Trochilidae) i única espècie del gènere Taphrospilus (Simon, 1910).